# Aleksandr Balandin
Aleksandr Nikolayevich Balandin (em russo:  Александр Николаевич Баландин) (Fryazino, 30 de julho de 1953) foi um cosmonauta soviético.
Engenheiro formado em 1976, foi selecionado para o corpo de cosmonautas do programa espacial soviético em 1978. Tripulante-reserva da Soyuz TM-8, foi ao espaço em fevereiro de 1990 como engenheiro de voo da Soyuz TM-9, para missão a bordo da estação Mir, onde permaneceu por seis meses, retornando em agosto.
Aposentou-se da Roskosmos por razões médicas e trabalhou no complexo espacial Energia até 1994. 